# Pleurothallis maduroi
Pleurothallis maduroi är en orkidéart som beskrevs av Carlyle August Luer. Pleurothallis maduroi ingår i släktet Pleurothallis och familjen orkidéer.
Artens utbredningsområde är Panamá. Inga underarter finns listade i Catalogue of Life.